# Firudin Cəlilov

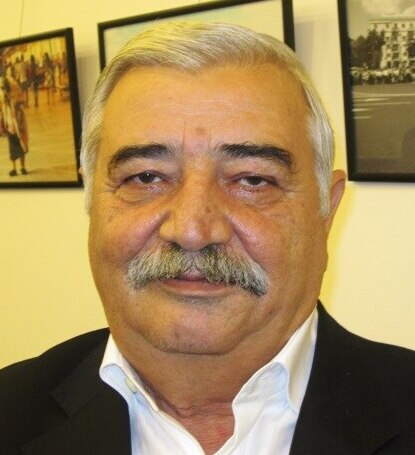
Firudin Cəlilov 2015

Firudin Ağası oğlu Cəlilov (Firudin Dschelilov Aghasioglu; * 6. Mai 1947 in Vedibazar) ist Philologe und war vom 12. Mai bis zum 2. September 1993 aserbaidschanischer Bildungsminister.

## Werke
- Azär halgy: (sečmä jazylar). Baku 2000. („Das Volk der Azär, Ausgewählte Schriften“. Aserbaidschanisch in kyrillischer Schrift.)
- „Xalqları Yaxınlaşdıran Ortaq Dil“. In: Hasan Eren armağanı. Ankara 2000. S. 60–65. („Die gemeinsame Sprache, die die Völker annähert.“ Festschrift Hasan Eren.)
- Etrusk-türk bağı. Baku 2011. („Die Etruskisch-Türkische Verbindung“. Aserbaidschanisch mit Paralleltext in alttürkischen Runen.)